# Caloramphus
Caloramphus is een geslacht van vogels uit de familie Megalaimidae.
Er zijn twee soorten:
- Caloramphus fuliginosus – Bruine baardvogel
- Caloramphus hayii – Grauwe baardvogel